# 鉄アキラ
鉄 アキラ（くろがね アキラ、2000年〈平成12年〉5月18日 - ）は、日本の女性プロレスラー。新潟県柏崎市出身。スターダム所属。

## 来歴
群馬県立女子大学文学部卒業。父の影響でプロレスにはまり、2023年12月にスターダムに入門した。

### スターダム
- 2025年1月25日、高田馬場大会で鈴季すず相手にデビュー[1]。
- 4月24日、鈴季すずが立ち上げた、新ユニット「Mi Vida Loca」に加入[4]。
- 5月9日、『プロレスファン必携アプリSTOMPING Presents NEW BLOOD21』東京都・新木場1stRING大会にて、姫ゆりあからシングル初勝利[5]。
- 5月11日、『STARDOM in KORAKUEN 2025 May.』東京都・後楽園ホール大会の8人タッグマッチにて、E neXus Vの梨杏を破り先輩選手から初勝利[6]。

## 人物
- 憧れのプロレスラーは鈴季すず、石井智宏
- 好きな有名人は電気グルーヴ、伊吹吾郎、曾我蕭白
- 趣味は油画を描く、ゲーム
- 好きな食べ物は卵焼き

## 入場曲
Determine
初代入場曲。スターダムアプリから視聴できる。